# Demetrio Vázquez Apolinar
Demetrio Vázquez Apolinar, también conocido por su seudónimo Dyma Ezban, es un poeta y filósofo mexicano contemporáneo, como filósofo es el Fundador del Pensamiento: "Eternalismo Real".

## Biografía
Nació en León, Guanajuato, el 25 de septiembre de 1959. Estudió Filosofía en la Universidad de Guanajuato, en la Universidad Nacional Autónoma de México. Ejerció la docencia universitaria en la Universidad de Guanajuato y en la Universidad Iberoamericana León. 

Se graduó como Doctor en Artes por la Universidad de Guanajuato y perfeccionó sus estudios en el Pushkin Institute of Russian Lenguaje de Moscú. 

En la Universidad Nacional Autónoma de México estuvo a cargo del Departamento de Difusión Cultural. Colaboró con el semanario El Nacional.

## Obras
Su obra se caracteriza por un acercamiento reflexivo y filosófico al objeto poético. Esta aproximación en ocasiones se realiza mediante ideas surgidas de la ética en correlación con los valores de la religiosidad.

Escribió parte de su obra con el seudónimo Dyma Ezban.
- Asuntos de la lluvia. México: Universidad Nacional Autónoma de México. 1986. ISBN 9789688378229. En coautoría con [[]] Juan Manuel Ramírez Palomares
- El habla del ángel: ensayo y aforismos. México: Gobierno del Estado de Guanajuato. 1992. ISBN 9789686170450.
- La educación del dolor. México: Universidad Autónoma de Puebla. 1993. ISBN 9789688631065. Reeditado en 2002 con el seudónimo Dyma Ezban.[8]
- De Vario México. México: Ediciones La Rana. 1998. ISBN 9789687831053. En coautoría.
- El Miedo del Tiempo. Barcelona: Ediciones Áltera. 2002. ISBN 978-84-89779-35-8. Con el seudónimo Dyma Ezban
- El Destino del Cielo. Barcelona: Ediciones Áltera. 2002. ISBN 978-84-89779-39-6. Con el seudónimo Dyma Ezban
- La Intimidad del Silencio. Barcelona: Ediciones Áltera. 2002. ISBN 978-84-89779-38-9. Con el seudónimo Dyma Ezban
- Séptimo Cielo. Barcelona: Ediciones Áltera. 2002. ISBN 9788489779365. Con el seudónimo Dyma Ezban
- Incertidumbre del polvo. Barcelona: Ediciones Áltera. 2005. ISBN 9788489779396. Con el seudónimo Dyma Ezban
- Filosofía y literatura: la búsqueda de un diálogo abierto y sostenido. México: Universidad de Guanajuato (Filosofía). 2014. ISBN 9786074413205. (En coautoría con Luis Enrique Ferro Vidal, Ricardo García Muñoz, Miguel Ángel Guzmán López y Rosario Herrera Guido)